# Estrela do Terceiro Milênio
O Grêmio Recreativo Cultural Escola de Samba Estrela do Terceiro Milênio é uma escola de samba da cidade de São Paulo, situada na região do Grajaú - Parque América - Zona Sul da capital. Tem como suas cores principais o azul, o verde, o branco e o vermelho.

## História
A escola foi criada após algumas reuniões realizadas na casa de shows Corujão, que mais tarde tornaria o local dos primeiros ensaios da agremiação e, por causa disso, inspirou a ideia da ave coruja como símbolo. Seu nome deu-se alusivamente à virada do milênio em 2001 e as cores escolhidas para representar seu pavilhão foram: vermelha, azul, branco e verde. Para apadrinhar a escola de samba que representaria o samba no extremo Sul da capital foi escolhida a tradicional agremiação Sociedade Rosas de Ouro, então presidida pelo seu fundador Eduardo Basílio, grande incentivador da criação da Estrela do 3° Milênio. 
Em 2001, o Corujão foi vendido e a diretoria, presidida por Silvio Antônio de Azevedo, conseguiu o espaço ao lado do campo de futebol CDM Dr. Tancredo Neves, no Parque América, Grajaú, para que a agremiação continuasse com suas atividades, onde permanece até hoje e, em novembro de 2018, a nova diretoria, encabeçada por Gilberto Rodrigues, realizou uma grande reforma no local que hoje abriga cerca de 3 mil pessoas. A mudança de endereço, as melhores condições para ensaios e uma grande reformulação na jovem escola de samba resultou uma uma melhor performance e, no ano seguinte (2002), a Estrela do Terceiro Milênio apresentou-se oficialmente pela primeira vez no carnaval de São Paulo, no grupo aspirante da UESP, União das Escolas de Samba de São Paulo.  Em 2004, com o enredo “Boa noite.com”  a escola conseguiu ascender ao Grupo -3 da UESP, após conquistar a 4ª colocação. Os dois anos seguintes ainda foram de muito trabalho para se consolidar na UESP e, em 2006, com o  tema "Ainda Há Tempo... E Se Chover Vai Melhorar" a escola inicia uma nova jornada de conquistas e sagra-se vice-campeã do grupo de Espera e conquista novamente um lugar no Grupo - 3 da UESP, chegando a ser campeã em 2007, com o tema "Guarapiranga, 100 Anos", que garantiu a vaga no Grupo -2 do mesmo grupo e, em 2008, com "Feijoada, das Sobras ao prato principal" novamente campeã subindo para o Grupo-1. 
De 2009 a 2011 a Milênio se manteve no Grupo - 1 da UESP com os temas "1, 2, 3... Abracadabra! Além da Mágica", "Óxente Cabra da peste, São Paulo, capital do Nordeste" e " Deus perdoa, a natureza castiga! Protocolo de Kyoto, um alerta pela vida", respectivamente e, aos 13 anos, chegou ao Grupo de Acesso da Liga das Escolas de Samba de São Paulo. 
Nos três anos seguintes, a agremiação realizou belíssimos carnavais permanecendo no grupo de Acesso da Liga SP conquistando  4° e 3°, em 2012 e 2013 e, em 2014, o 8° lugar que resultou no inesperado rebaixamento ao Grupo - 1 da UESP. Os temas desses anos foram respectivamente:  "Quem sabe muitas vezes não diz. Quem diz muitas vezes não sabe. Sabedoria é o segredo da vida!", que exaltou a sabedoria e seu símbolo maior que o mesmo da escola, a coruja; "Reluz na constelação da Terceiro Milênio uma maravilha de estrela chamada Elke" e "Xirê! Louvação aos orixás" foram os temas dos desfiles. 
Em 2015 a Estrela do 3° Milênio inicia uma nova era de ascensão sendo vice-campeã com "Deus aponta a estrela que vai brilhar"  e 2016 conquista novamente o campeonato do Grupo - 1 da UESP com "Na alegria e na tristeza, na saúde e na doença amando-te e respeitando-te!", voltando ao grupo de Acesso da Liga SP. Porém, por uma questão técnica, a Milênio novamente volta ao Grupo 1 da UESP em 2017 com  "Para bom entendedor um pingo é letra e o símbolo uma palavra"
Em 2017 acontece uma mudança na estrutura do carnaval e o Grupo 1 da UESP passa a integrar a Liga SP como grupo de Acesso 2 e, em 2018 com o enredo "Na força da coruja, deixe a lenda de guiar" a Milênio chega ao vice-campeonato e se mantém no novo grupo.  
Em 2019, disputou a única vaga para o grupo de Acesso 1 com o tema "Coragem! Somos nós que fazemos a vida", no dia 4 de março, segunda-feira, às 22h30, quarta escola a entrar na avenida, sendo campeã e garantindo passagem de volta ao grupo que antecede a sonhada elite do Carnaval Paulistano.  Já em 2020, com um enredo homenageando os profissionais de Parintins, a agremiação conquistou um 3º lugar na apuração, ficando a três décimos da campeã, Vai-Vai, e vice-campeã, Acadêmicos do Tucuruvi.  
Em 2022, a Estrela do Terceiro Milênio homenageou as mulheres cuja força ergueram o samba e o Carnaval. Fez um desfile plasticamente perfeito, levando apenas duas notas nove na apuração, que foram descartadas. Com pontuação máxima, foi a campeã do Acesso 1 e desfilará pela primeira vez na sua história no Grupo Especial, em 2023.  No carnaval de 2023, ano de sua estreia no Grupo Especial, a Milênio apresentou o enredo "Me dê sua tristeza que eu transformo em alegria! Um tributo à arte de fazer rir", fazendo uma exaltação ao humor e aos comediantes brasileiros. A escola contratou o intérprete Bruno Ribas, para fazer dupla com Grazzi Brasil, e teve o humorista Marcelo Adnet como embaixador do enredo. Apesar de ter feito um desfile elogiado pela crítica, terminou com a décima terceira colocação, sendo rebaixada de volta ao Grupo de Acesso 1.
Retornando ao Acesso 1 no carnaval de 2024, a escola anunciou o enredo "Vovó Cici conta e o Grajaú canta: o mito da criação", que aborda a mitologia iorubá da criação do mundo através da visão da Vovó Cici, ebomi com 50 anos dedicados ao candomblé. Na apuração, a escola conquista o título da segunda divisão e o retorno ao Grupo Especial no ano seguinte fazendo pontuação máxima. 

## Segmentos

### Presidentes
| Nome                      | Mandato     | Ref.  |
| ------------------------- | ----------- | ----- |
| Silvio Antônio de Azevedo | 1998-2001   | [ 2 ] |
| Alexandre Almeida         | 2002 - 2009 | [ 2 ] |
| Alberto Souza Miranda     | 2009 - 2016 | [ 9 ] |
| Gilberto Rodrigues        | 2016 - 2022 |       |
| Silvio Antônio de Azevedo | 2023-atual  |       |

### Intérpretes
| Carnavais | Intérpretes                               | Ref. |
| --------- | ----------------------------------------- | ---- |
| 2002-2004 | Marcão CA, Marquinho, Edinho Gomes        |      |
| 2005-2006 | Marcão CA e Edinho Gomes                  |      |
| 2007      | Toninho Penteado, Marquinho, Edinho Gomes |      |
| 2008-2009 | Wagnão da Sul                             |      |
| 2010      | Wagnão da Sul e André Pantera             |      |
| 2011-2014 | André Pantera                             |      |
| 2015-2016 | Fabinho Pires                             |      |
| 2017-2018 | Vaguinho                                  |      |
| 2019      | Vaguinho e Serginho do Porto              |      |
| 2020      | Clóvis Pê                                 |      |
| 2022      | Grazzi Brasil e Pitty de Menezes          |      |
| 2023      | Grazzi Brasil e Bruno Ribas               |      |
| 2024      | Grazzi Brasil e Darlan Alves              |      |
| 2025      | Grazzi Brasil e Darlan Alves              |      |

### Diretores
| Período    | Diretor de Carnaval                                                      | Diretor de Harmonia | Mestre de Bateria | Ref.   |
| ---------- | ------------------------------------------------------------------------ | ------------------- | ----------------- | ------ |
| 2014       | Silvio Azevedo                                                           | Comissão            | Diego             | [ 9 ]  |
| 2015       | Silvio Azevedo                                                           | Wilson Costa        | Diego             | [ 10 ] |
| 2016       | Mercadoria e Everton Coelho                                              | Wilson Costa        | Diego             |        |
| 2017       | Mercadoria e Carlos Pires                                                | Wilson Costa        | Diego             |        |
| 2018       | Carlos Pires, Mercadoria, Devair Francisco e Rogério Deienno de Oliveira | Wilson Costa        | Diego             |        |
| 2019-atual | Carlos Pires e Devair Francisco                                          | Wilson Costa        | Vitor Velloso     |        |

### Coreógrafos
| Período    | Nome                  | Ref.   |
| ---------- | --------------------- | ------ |
| 2014       | Fábio Rocha           | [ 11 ] |
| 2015       | Chris Rabello         |        |
| 2016-2019  | Silvia Cristina Conti |        |
| 2020-2022  | Paula Gasparini       | [ 12 ] |
| 2023-atual | Régis Santos          |        |

### Casal de Mestre-Sala e Porta-Bandeira
| Período   | Nome                               | Ref.   |
| --------- | ---------------------------------- | ------ |
| 2014      | Everson Cantídio e Edilaine Campos | [ 9 ]  |
| 2015      | Alex e Edilaine Campos             | [ 10 ] |
| 2016      | Alex e Edilaine Campos             |        |
| 2017      | Kawe Lacorte e Nathalia Bete       |        |
| 2018      | Kawe Lacorte e Nathalia Bete       |        |
| 2019-2023 | Daniel Vitro e Edilaine Campos     | [ 12 ] |
| 2024      | Arthur Santos e Waleska Gomes      |        |

### Corte de Bateria
| Período | Rainha              | Rainha Mirim | Madrinha      | Musa             | Princesa                   | Ref.          |
| ------- | ------------------- | ------------ | ------------- | ---------------- | -------------------------- | ------------- |
| 2012    | Sabrina Boing Boing |              |               |                  |                            | [ 13 ] [ 14 ] |
| 2013    | Sabrina Boing Boing |              |               |                  |                            |               |
| 2014    | Elaine de Abreu     |              |               |                  |                            |               |
| 2015ㅤ  | Elaine de Abreu     |              |               |                  |                            | [ 15 ] [ 10 ] |
| 2016    | Elaine de Abreu     |              |               |                  |                            |               |
| 2017    | Elaine de Abreu     | Kênya Morena |               |                  |                            |               |
| 2018    | Elaine de Abreu     | Kênya Morena |               |                  |                            |               |
| 2019    | Elaine de Abreu     | Kênya Morena |               |                  |                            |               |
| 2020    |                     | Kênya Morena | Priscila Reis | Fernanda Lacerda | Ana Flávia Lilian Lallesca | [ 16 ]        |
| 2022    |                     | Kênya Morena | Priscila Reis |                  | Ana Flávia Lilian Lallesca |               |
| 2023    |                     |              | Carla Diaz    | Mirela Birnfeld  |                            |               |
| 2024    |                     |              |               | Mirela Birnfeld  |                            |               |
| 2026-   | Sávia David         |              |               |                  |                            | [ 17 ]        |

## Carnavais
| Ano  | Colocação | Grupo | Enredo | Carnavalesco | Ref.          |
| ---- | --- | --- | --- | --- | ------------- |
| 2002 | 6º lugar | Avaliação | Acredite, se quiser! Compositores: Robertinho da Tijuca, Bahia, Rodnei e Ricardo. | Cláudio Ramos | [ 18 ]        |
| 2003 | Vice-Campeã | Avaliação | Manjar dos Deuses, do Cacau ao Chocolate Compositores: Toninho Penteado, Marcão Companhia, Edson JP, Nilson Nassa e Edinho Madureira.                                                                                   | Cláudio Ramos | [ 19 ]        |
| 2004 | 4º lugar | Espera | Boanoite.com Compositores: Marcão Companhia, Edson JP, Nilson Nassa e Edinho Madureira. | Cláudio Ramos | [ 20 ]        |
| 2005 | 10º lugar | 3-UESP | Ó Pátria Amada, Idolatrada, SOS... Compositores: Edson JP, Nilson Nassa, Edinho Madureira e Toninho Penteado. | Comissão de Carnaval                                                                                                   | [ 21 ]        |
| 2006 | Vice-Campeã | Espera | Ainda Há Tempo... E Se Chover Vai Melhorar Compositores: Edinho Gomes, Nando do Cavaco e Eliseu. | Comissão de Carnaval                                                                                                   |               |
| 2007 | Campeã | 3-UESP | Guarapiranga, 100 Anos Compositores: Edinho Gomes, Nando do Cavaco, Eliseu e Nilson Nassa. | Comissão de Carnaval                                                                                                   |               |
| 2008 | Campeã | 2-UESP | Feijoada, das Sobras ao prato principal Compositores: Silas Augusto, Edu Montanha e Ramon Lima. | Comissão de Carnaval                                                                                                   |               |
| 2009 | 7º lugar | 1-UESP | 1, 2, 3... Abracadabra! Além da Mágica Compositores: Wagnão. | Comissão de Carnaval                                                                                                   |               |
| 2010 | 9º lugar | 1-UESP | Óxente Cabra da peste, São Paulo, capital do Nordeste Compositores: Baianinho do Cavaco, Dodô e Léco. | Anselmo Brito |               |
| 2011 | Campeã | 1-UESP | Deus perdoa, a natureza castiga! Protocolo de Kyoto, um alerta pela vida Compositores: Carlos Roberto Schimid, Genilson Durval e Mosat Jota.                                                                            | Eduardo Félix |               |
| 2012 | 4º lugar | Acesso | Quem sabe muitas vezes não diz. Quem diz muitas vezes não sabe. Sabedoria é o segredo da vida! Compositores: Chitão, Silvinho, Biro, Manoel Duarte e Bira.                                                              | Eduardo Félix |               |
| 2013 | 3º lugar | Acesso | Reluz na constelação da Terceiro Milênio uma maravilha de estrela chamada Elke Compositores: Chitão, Silvinho, Biro, Manoel Duarte e Bira.                                                                              | Eduardo Félix |               |
| 2014 | 8° lugar | Acesso | Xirê! Louvação aos orixás Compositores: Edimar do Salgueiro, Wesley Rios, Cássio de Oliveira, Ronaldo Brás, Edson Salim, Wagninho Sempre Soube e Lucas Mascarenhas.                                                     | Eduardo Félix | [ 9 ]         |
| 2015 | Vice-campeã | 1-UESP | Deus aponta a estrela que vai brilhar Compositores: Netto SP, Ricardo, Maradona, Turko, Paulinho Miranda e Rodrigo Stabel.                                                                                              | Eduardo Félix | [ 22 ] [ 10 ] |
| 2016 | Campeã | 1-UESP | Na alegria e na tristeza, na saúde e na doença amando-te e respeitando-te! Compositores: Netto SP, Ricardo, Maradona, Turko, Paulinho Miranda e Rodrigo Stabel.                                                         | Eduardo Félix |               |
| 2017 | 8° lugar | Acesso | Para bom entendedor um pingo é letra e o símbolo uma palavra Compositores: Ricardo Neto, Maradona, Turko, Rafa do Cavaco, Leandro flecha e Lucas Mascarenhas.                                                           | Eduardo Félix |               |
| 2018 | Vice-campeã | Acesso 2 | Na força da Coruja. Deixe a lenda te guiar Compositores: Marcelo Casa Nossa e Darlan Alves. | Murilo Lobo | [ 23 ] [ 24 ] |
| 2019 | Campeã | Acesso 2 | Coragem! Somos nós que fazemos a vida! Compositores: Rodrigo Schumaker, Maurício Pito, Felipe Mendonça, Matheus Nassar e Darlan Alves.                                                                                  | Murilo Lobo | [ 25 ]        |
| 2020 | 3º lugar | Acesso | No coração da floresta nascem estrelas que brilham no meu carnaval Compositores: Rodrigo Schumaker, Maurício Pito, Felipe Mendonça, Matheus Nassar e Fredy Vianna.                                                      | Murilo Lobo | [ 12 ]        |
| 2021 | Inicialmente adiados para o mês de julho, os desfiles do Carnaval 2021 foram cancelados devido a pandemia de Covid-19. | Inicialmente adiados para o mês de julho, os desfiles do Carnaval 2021 foram cancelados devido a pandemia de Covid-19. | Inicialmente adiados para o mês de julho, os desfiles do Carnaval 2021 foram cancelados devido a pandemia de Covid-19.                                                                                                  | Inicialmente adiados para o mês de julho, os desfiles do Carnaval 2021 foram cancelados devido a pandemia de Covid-19. | [ 26 ]        |
| 2022 | Campeã | Acesso | Ô abre alas que elas vão passar Compositores: Grazzi Brasil, Fredy Vianna, Felipe Mendonça, Maurício Pito, Matheus Nassar E Rodrigo Schumaker.                                                                          | Murilo Lobo | [ 27 ]        |
| 2023 | 14º lugar | Especial | Me dê sua tristeza que eu transformo em alegria! Um tributo à arte de fazer rir Compositores: Pitty de Menezes, Thiago Meiners, Claudio Mattos, Wilson Mineiro e Marquinhos Bonsucesso.                                 | Murilo Lobo | [ 28 ]        |
| 2024 | Campeã | Acesso 1 | Vovó Cici conta e o Grajaú canta: o mito da criação Compositores: Thiago Meiners, Darlan Alves, Rodrigo Schumacker, Pitty de Menezes e Claudio Mattos.                                                                  | Murilo Lobo | [ 29 ]        |
| 2025 | 8º lugar | Especial | Muito além do Arco-Íris – Tire o Preconceito do caminho que nós vamos passar com o Amor Compositores: Rodrigo Minuetto, Rodolfo Minuetto, Gui Cruz, Portuga, Imperial, Reinaldo Marques, Willian Tadeu e Vitor Gabriel. | Murilo Lobo |               |
| 2026 | | Especial | Hoje a Poesia vem ao nosso encontro: Paulo César Pinheiro, uma viagem pela vida e obra do poeta das canções | Murilo Lobo |               |

## Títulos
| Títulos Estrela do Terceiro Milênio | Títulos Estrela do Terceiro Milênio | Títulos Estrela do Terceiro Milênio | Títulos Estrela do Terceiro Milênio |
|                                     | Divisão                             | Total                               | Ano                                 |
| ----------------------------------- | ----------------------------------- | ----------------------------------- | ----------------------------------- |
|                                     | Grupo de Acesso I                   | 2                                   | 2022 e 2024                         |
|                                     | Grupo de Acesso II                  | 1                                   | 2019                                |
|                                     | Grupo I - UESP                      | 2                                   | 2011 e 2016                         |
|                                     | Grupo II - UESP                     | 1                                   | 2008                                |
|                                     | Grupo III - UESP                    | 1                                   | 2007                                |